# HMS New Zealand (1911)
«Новая Зеландия» (англ. HMS New Zealand, Корабль Его Величества «Нью Зиленд») — один из трёх линейных крейсеров типа «Индефатигебл». Построен на средства, переданные в дар Военно-морскому флоту Великобритании правительством Новой Зеландии.

## История службы
23 ноября 1912 года в Девонпорте по просьбе правительства Новой Зеландии линейный крейсер укомплектовали полным экипажем и передали Военно-морскому флоту Великобритании. Корабль начал службу в составе 1-й эскадры крейсеров флота Метрополии. В июле 1914 года «Новая Зеландия» вместе с другими английскими кораблями посетила Ригу, Ревель и Кронштадт.
Во время Первой мировой войны «Новая Зеландия» несла боевую службу в Северном море, приняв участие в Сражении у Доггер-банки и Ютландском бою.
После окончания войны в 1919 году линейный крейсер совершил турне по британским доминионам.
13 августа 1923 года «Новую Зеландию» сдали на слом.